# Mount Seitz
Mount Seitz är ett berg i Antarktis. Det ligger i Östantarktis. Nya Zeeland gör anspråk på området. Toppen på Mount Seitz är 2 130 meter över havet.
Terrängen runt Mount Seitz är varierad. Trakten är obefolkad. Det finns inga samhällen i närheten.